# Oxythecta
Oxythecta is een geslacht van vlinders van de familie sikkelmotten (Oecophoridae), uit de onderfamilie Oecophorinae.

## Soorten
- O. acceptella (Walker, 1864)
- O. alternella (Walker, 1864)
- O. amblyteles (Meyrick, 1889)
- O. austrina (Meyrick, 1914)
- O. hieroglyphica Meyrick, 1885
- O. loxomochla Turner, 1940
- O. lygrosema Meyrick, 1885
- O. nephelonota Meyrick, 1885
- O. zonoteles Meyrick, 1885